# Лекур, Шарль
Шарль Лекур (фр. Charles Lecour) — ученик Мишеля Кассё, фехтовальщик и «отец» французского бокса. Дата рождения 12 мая 1808 года в Уассери, недалеко от Парижа.
В 16 лет Шарль пошёл в ученики к Мишелю Кассё в зал на улицу Бюффо, а спустя два года достиг таких значительных результатов в классическом савате, что Кассё сделал его своим помощником. В 1830 году Лекур стал сам преподавать сават на улице Предместье Монмартр, потом перебрался ближе к центру в проезд Панорамы и через время ещё раз перенёс место зала на улицу Турнон.
В 1830 году Шарль встретился с Оуэном Свифтом, который был очень искусен в английском боксе на ринге, в зале Монтескью. Свифт сумел навязать Лекуру свои правила игры: кулачный поединок. В бою Шарль не использовал ноги, которыми он превосходно владел, в итоге бы исход поединка не закончился бы полным поражением для него. Лекур после этого захотел освоить ещё и английский бокс, и для этого он отправился в Лондон на два года. Он прилежно учился у некого мастера английского бокса Смита. После возвращения на родину он не прекратил обучения и 
посещал зал другого английского тренера Адамса.
Достигнув хороших результатов в классическом савате и английском боксе, Лекур решил объединить их воедино. Шарль видел, каким зрелищным был английский бокс и хотел, чтобы нечто подобное было и в любимой им Франции, и поэтому созданное им единоборство он назвал французским боксом. Изначально французский бокс задумывался ним как вид спорта, и для этого он сразу убрал из своего единоборства наиболее опасные приёмы классического савата, ведь система Кассё не имела никакого отношения к спорту.
В 1843 году Лекур опубликовал правила поединка французского бокса, которые были сходны с правилами английского, но в первом разрешались удары ногами. Также Шарль ввёл перчатки, хотя англичане ещё долгое время предпочитали наносить удары голыми кулаками.
Помимо этого Лекур преподавал ещё и фехтование тростью и утверждал, что только пуля остановит хорошего фехтовальщика. Он это доказал на деле, когда раз в старой оборванной двуколки возвращался из провинции в Париж. Управляя лошадьми, Лекур неумышленно своей повозкой задел новую карету одного важного господина, который был сильным и высокого роста, в придачу обладал скверным характером. Он ругаясь, напал на Лекура и стал тростью колошматить его двуколку, но тут же грубиян получил достойный отпор. Шарль взял свою трость, соскочил на землю и за одну минуту нанёс обидчику 80 ударов.
Шарль занимался любимым делом десятилетиями и ушёл на пенсию в 76 лет, за это время он воспитал многих последователей таких как: Шарль Дюкро, Жюльен Леклер, Александр Дюма и многие другие.
Лекур умер 19 июня 1894 года, когда его детище, французский бокс, уже стремительно развивался.